# 国際家族計画連盟
国際家族計画連盟（International Planned Parenthood Federation、IPPF) とは、リプロダクティブ・ヘルス・ライツの促進と家族計画の自己決定権を啓発している国際非政府組織。1952年、全米家族計画連盟会長マーガレット・サンガーと在米インド大使夫人バンチ・ラマラウによりインドに設立された。
現在、189の国と地域で活動しており、世界保健機関、国連児童基金、国連経済社会理事会、国際労働機関、国連食糧農業機関、国連教育科学文化機関 (ユネスコ) など国連の実務機関が協力している。

## 沿革
国際家族計画連盟 (IPPF) は、1952年11月29日にインドのボンベイで開催された第3回家族計画に関する国際会議の決議によって正式に設立された。 IPPFは、世界中の家族計画の促進と受け入れに専念する恒久的な組織として、プランドペアレントフッドに関する暫定的な国際委員会 (ICPP) から形成された。ICPPの当初の4つの加盟国である米国、英国、スウェーデン、およびオランダに、西ドイツ、インド、香港、およびシンガポールの国の産児制限組織が加わった。 産児制限団体の全国連盟をまだ作っていなかった日本は、準加盟国になった。IPPFは毎年新しい加盟国を組み入れ、1953年に地域構造を形成しました。1961年までに、IPPFは4つの地域に分割された32のメンバーで構成された。

### 初代役員
- 会長：マーガレット・サンガー
- 議長：バンチ・ラマラウ
- 副会長：エリセ・オッテセン・エンセン、コンラッド・ヴァンエムデボアズ、BW・ビルスベリー、E・ストーン

## 系列団体
- イギリス家族計画協会
- インド家族計画協会
- 香港家庭計画指導会
- 米国家族計画連盟
- 日本家族計画協会
- ガーナ家族計画連盟
- ラトガーズ・ニッソ・グループ（オランダ）
- スウェーデン性教育協会
- プロ・ファミリア（ドイツ）